# Tatjana Gsell

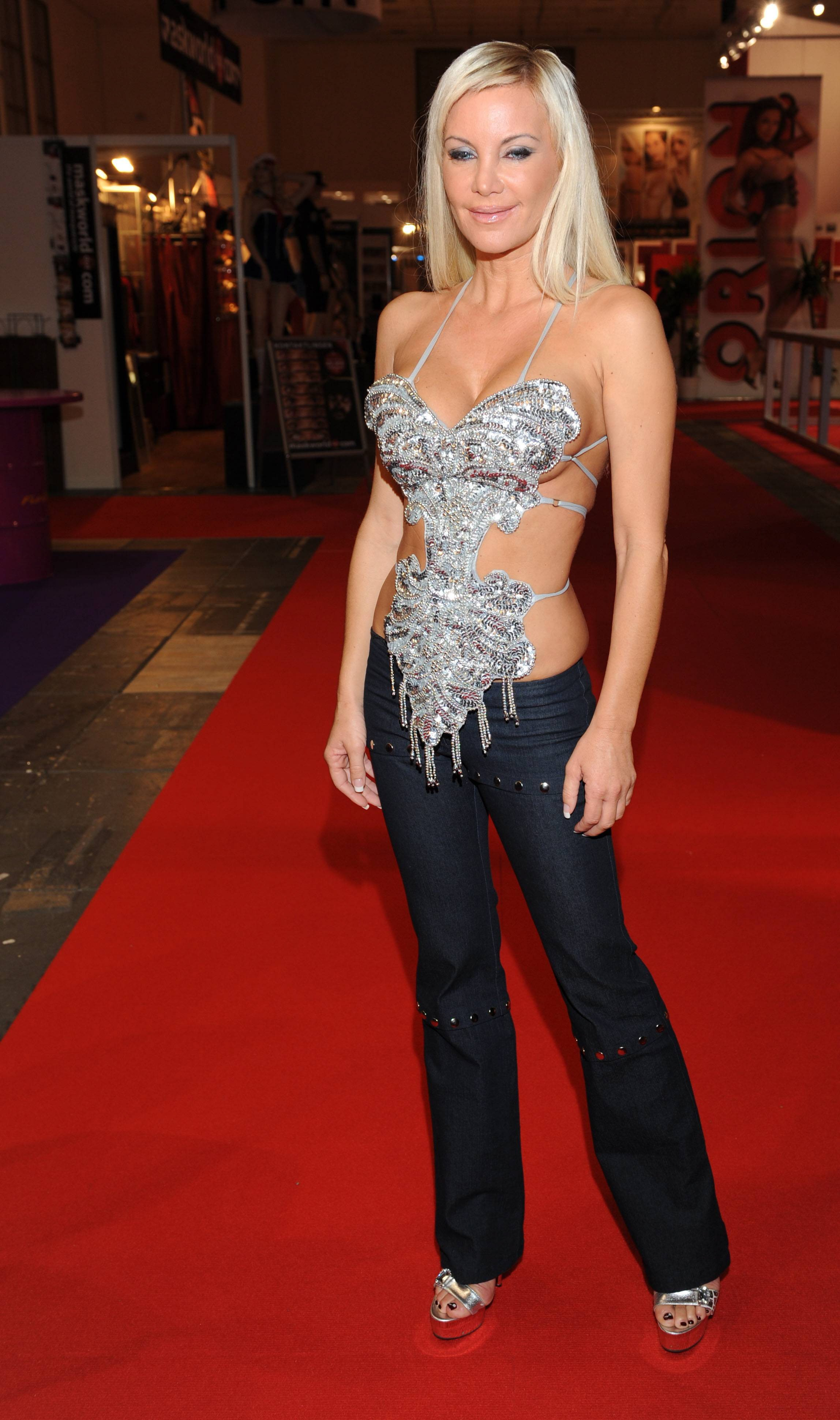
Tatjana Gsell eröffnet die Venus 2008

Tatjana Gsell (* 21. Mai 1971 als Tanja Elisabeth Gick in Ebern) ist eine deutsche Reality-TV-Teilnehmerin.

## Leben
Gsell wurde als Tochter eines Fahrlehrers geboren. Nach einer Ausbildung zur Kosmetikerin arbeitete sie als Escort-Girl. Dabei lernte sie den Arzt Franz Gsell (1926–2003) kennen, der in Nürnberg eine Klinik für ästhetisch-plastische Chirurgie betrieb. 1991 heirateten die beiden, und sie nahm seinen Namen an. Gsell wurde Mitarbeiterin in der Klinik ihres Mannes.
Gsell war von Ende 2002 bis Anfang 2003 mit dem Düsseldorfer Autohändler Helmut Becker liiert.
Am 26. März 2003 starb Franz Gsell im Alter von 76 Jahren an den Spätfolgen eines Überfalls, der später als inszeniert betrachtet wurde. Tatjana und Franz Gsell hatten im Januar 2003 eine Bande von Autoschiebern aus dem ehemaligen Jugoslawien angeheuert, die gegen eine finanzielle Beteiligung den Diebstahl eines Mercedes des Paares im Wert von 100.000 Euro vortäuschen und das Auto im Ausland verkaufen sollte. Bei der abgesprochenen Fahrzeugübergabe soll es jedoch zum Streit zwischen Franz Gsell und der Autoschieberbande gekommen sein. Franz Gsell wurde dabei niedergeschlagen und starb in der Folge in einem Nürnberger Krankenhaus an einer Infektion.
Vom 24. April bis zum 17. Oktober 2003 wurden über Gsell aufgrund der Verdachtsmomente gegen sie Untersuchungshaft verhängt. In der Hauptverhandlung vor dem Landgericht Nürnberg-Fürth im Juli 2004 räumte Gsell die Vorwürfe des versuchten Versicherungsbetruges und des Vortäuschens einer Straftat ein und wurde daraufhin zu einer Freiheitsstrafe von 16 Monaten auf Bewährung und einer Geldstrafe von 30.000 Euro verurteilt. Für den Tod ihres Mannes wurde sie nicht verantwortlich gemacht.
Tatbeteiligt war auch ein mit Gsell seit ihrer Jugend befreundeter Staatsanwalt aus Hof an der Saale, welcher zu einer Freiheitsstrafe von 15 Monaten auf Bewährung und einer Geldbuße von 3.000 Euro verurteilt wurde. Die Mitglieder der Autoschieberbande wurden in einem Folgeprozess zu Freiheitsstrafen von fünfeinhalb und zweieinhalb Jahren verurteilt. Ab dem 9. September 2014 wurde der Fall erneut vor Gericht aufgerollt, um den Tod von Franz Gsell zu klären. Im Prozess widerriefen Tatjana Gsell und einer der Autoschieber ihre früheren Geständnisse zu dem Versicherungsbetrug. Der Richter stellte fest, dass sie nicht „an den Verletzungen des Dr. Gsell schuldig [waren]“, stattdessen wurden zwei andere Männer – keine Mitglieder der Autoschieberbande – wegen besonders schweren Raubes mit Todesfolge zu elf Jahren Haft verurteilt.
Im Jahr 2004 trat Gsell in verschiedenen Fernsehformaten auf, wie bei den Reality-TV-Sendungen Big Brother und Die Alm.
2006 produzierte RTL II eine Doku-Soap über Gsell und Ferfried Prinz von Hohenzollern, die zu der Zeit in einer Beziehung lebten. Gsell ließ sich zweimal für das Männermagazin Penthouse nackt fotografieren und war auf der Erotikmesse Venus Berlin 2008 die Werbefigur. Im August 2008 verursachte sie in Berlin einen Unfall, als sie unter dem Einfluss von Alkohol und Kokain Auto fuhr. Im März 2009 fuhr sie alkoholisiert auf ein parkendes Fahrzeug auf. Sie wurde zu einer Geldstrafe von 46.000 Euro und dem Entzug der Fahrerlaubnis für 18 Monate verurteilt.
Im Juli 2010 wurden in Live-Strip.com – Das Magazin Erotik-Fotos von Gsell veröffentlicht; Gsell trat auch als Fotomodell in Erscheinung.
Anfang Mai 2013 war Gsell bei Promi-Frauentausch auf RTL II zu sehen.
Im November 2017 verwarf das Amtsgericht Fürth die Wiederaufnahmeanträge im Verfahren um Tatjana Gsell.
Im Januar 2018 war Gsell Teilnehmerin an der 12. Staffel der Reality-Show Ich bin ein Star – Holt mich hier raus! und erreichte den achten Platz.
Am 2. Juli 2019 wurde bekannt, dass das Landgericht Nürnberg-Fürth einem Antrag Gsells auf Wiederaufnahme des Verfahrens, in welchem sie wegen Vortäuschens einer Straftat verurteilt worden war, stattgegeben hat.

## Filmografie

### Filme
- 2003: Küssen verboten, Baggern erlaubt

### Fernsehen
- 2004: Big Brother[20]
- 2004: Die Alm
- 2004: Let’s talk about: Sex … and the City
- 2005: Die Comedy-Falle
- 2006: Tatjana & Foffi – Aschenputtel wird Prinzessin
- 2007: ProSieben Fight Night
- 2007: We Are Family! So lebt Deutschland – Das Promi Spezial
- 2008: Gute Zeiten, schlechte Zeiten
- 2008: Das perfekte Promi Dinner
- 2010: Eine wie keine
- 2013: Promi-Frauentausch
- 2015: Verdachtsfälle
- 2015: Nachtcafé
- 2016: Die große ProSieben Völkerball Meisterschaft
- 2018: Ich bin ein Star – Holt mich hier raus!
- 2018: Das perfekte Promi-Dinner – Dschungelspezial